# 호잔지역
호잔지역(일본어: 宝山寺駅)은 일본 나라현 이코마시에 위치한 긴키 닛폰 철도 이코마강삭 선의 철도역이다. 역 번호는 Y 18이며, 호잔지 선의 경우 2면 3선식 승강장, 산조 선의 경우 두단식 승강장 구조의 2면 1선 구조를 갖춘 지상역이다.

## 타는 곳
| 호잔지 선 승강장 | 호잔지 선 승강장 | 호잔지 선 승강장 | 호잔지 선 승강장                    |
| ---------------- | ---------------- | ---------------- | ----------------------------------- |
| 1                | Y 호잔지 1호선   | 도리이마에 방면  | 통상은 이 1번 선만 사용             |
| 2                | Y 호잔지 2호선   | 도리이마에 방면  | 다중 이용객 및 1호선 운휴 시에 운행 |
| 산조 선 승강장   |                  |                  |                                     |
|                  | Y 산조 선        | 이코마산조 방면  |                                     |

## 역 주변
- 호잔지

## 역사
- 1918년 8월 29일 : 이코마 강삭 철도의 도리이마에 - 호잔지 간 개통에 의해 개업.
- 1922년 1월 25일 : 합병에 의해, 오사카 전기 궤도의 역이 됨.
- 1926년 12월 30일 : 호잔지 2호선이 개업해, 도리이마에 - 호잔지 간 복선화.
- 1929년 3월 27일 : 이코마산조 역까지의 산조 선이 개업.
- 1944년
  - 2월 11일 : 산조 선 운행 휴업.
  - 7월 : 호잔지 2호선 운휴되어, 호잔지 2호선 단선화.
- 1945년 8월 1일 : 산조 선 운행 재개.
- 1953년 4월 1일 : 호잔지 2호선 운행 재개, 호잔지 선 복선화.

## 인접 역
| 긴키 닛폰 철도 이코마강삭 선 | 긴키 닛폰 철도 이코마강삭 선 | 긴키 닛폰 철도 이코마강삭 선   |
| ---------------------------- | ---------------------------- | ------------------------------ |
| Y17 도리이마에 방면          | Y 이코마강삭 선              | 우메야시키 Y19 이코마산조 방면 |